# Уренгой
Уренго́й (рос. Уренгой, нен. Пюра ңо) — селище міського типу у складі Пурівського району Ямало-Ненецького автономного округу Тюменської області, Росія. Адміністративний центр та єдиний населений пункт Уренгойського міського поселення.

## Географія
Селище розташоване поблизу Полярного кола, на правому березі річки Пур біля впадіння у неї річки Велика Хадир'яха і недалеко від впадіння у неї річки Євояха. Станція Коротчаєво — залізничний тупик, на відгалуженні від селища Коротчаєво, через який проходить гілка в Новий Уренгой, є також річковий порт.

## Історія
1932 року на правому березі річки Пур виникла ненецька факторія — Уренгой. Його назва складається з 2 слів хантийського «уренг» і ненецького «кой». У перекладі це означає «висока трава». А по чисто ненецькій версії — «звучить (співає) височина». 1949 року селище стало кінцевим пунктом 501-го будівництва і стикування з 503-ім будівництвом — дороги «Салехард — Ігарка», на якій працювало кілька тисяч ув'язнених. 1953 року будівництво заморозили, а ув'язнених вивезли.
1964 року Тарко-Салевська група партій Тазовської геофізичної експедиції підтвердила наявність газу на Уренгойському родовищі. 1966 рік вважається роком народження геологічного селища Уренгой.
Статус селища міського типу — з 1979 року.
Відкриття унікального за своїми обсягами Уренгойського газового родовища сколихнуло ввесь СРСР, слово «Уренгой» почало миготіти на сторінках газет і журналів, про нього говорили по радіо і телебаченню. Увага фахівців нафто- і газорозвідки була прикута до карти Західного Сибіру. Побудовані магістральні газопроводи «Уренгой — Грязовець» (1981), «Уренгой — Помари — Ужгород» (1983—1984) і багато інших, що створили систему транспортування сибірського газу.

## Населення
Населення — 10082 особи (2017, 10066 у 2010, 9329 у 2002).